# Cait
Cait ist ein weiblicher Vorname. Er ist die Kurzform von Caitlín, das von Katharina abgeleitet ist; Cait entspricht daher dem englischen Kate bzw. Cate. Zudem bedeutet Cait auch Katze in gälischer Sprache.

## Namensträgerinnen
- Cait Jenner (* 1949), US-amerikanische Sport- und TV-Persönlichkeit (Reality-TV-Serie I Am Cait)
- Cait O’Riordan (* 1965), britische Bassistin
- Cait London, US-amerikanische Romanautorin